# Lliga catalana d'hoquei sobre patins femenina 2025-2026
La VI Lliga Catalana Femenina és la sisena edició de la Lliga catalana d'hoquei sobre patins. Se celebra des del 30 d'agost fins al 21 de setembre de 2025 i és organitzada per la Federació Catalana de Patinatge. Hi participen nou equips, els quals competeixen a l'OK Lliga estatal. La competició es disputa en dues fases, la primera, en format de lligueta, i la segona, en format de final a quatre. A la primera fase, els clubs participants s'agrupen en tres grups de tres equips cadascun i accedeixen a la següent fase els tres primers classificats de cadascun dels grups i el millor segon. La segona fase es disputa amb semifinals i final, el 20 i 21 de setembre.

## Clubs participants
- Hoquei Club Alpicat
- ORKLA Bigues i Riells
- Cerdanyola Club Hoquei
- Club Patí Fraga
- Martinelia Club Patí Manlleu
- Generali Hoquei Club Palau de Plegamans
- Oxigen Patí Hoquei Club Sant Cugat
- Club Patí Vila-sana
- Club Patí Voltregà

## Primera fase

### Classificació

#### Grup A
| Pos | Equip           | PJ | PG | PE | PP | GF | GC | DG | Pts |  | FRA | SCG | VOL |
| --- | --------------- | -- | -- | -- | -- | -- | -- | -- | --- |  | --- | --- | --- |
| 1   | CP Esneca Fraga | 0  | 0  | 0  | 0  | 0  | 0  | 0  | 0   |  | —   |     |     |
| 2   | PHC Sant Cugat  | 0  | 0  | 0  | 0  | 0  | 0  | 0  | 0   |  |     | —   |     |
| 3   | CP Voltregà     | 0  | 0  | 0  | 0  | 0  | 0  | 0  | 0   |  |     |     | —   |

#### Grup B
| Pos | Equip                 | PJ | PG | PE | PP | GF | GC | DG | Pts |  | BIG | MAN | PAL |
| --- | --------------------- | -- | -- | -- | -- | -- | -- | -- | --- |  | --- | --- | --- |
| 1   | ORKLA Bigues i Riells | 0  | 0  | 0  | 0  | 0  | 0  | 0  | 0   |  | —   |     |     |
| 2   | CP Manlleu            | 0  | 0  | 0  | 0  | 0  | 0  | 0  | 0   |  |     | —   |     |
| 3   | Generali HC Palau     | 0  | 0  | 0  | 0  | 0  | 0  | 0  | 0   |  |     |     | —   |

#### Grup C
| Pos | Equip                      | PJ | PG | PE | PP | GF | GC | DG | Pts |  | ALP | CER | VIL |
| --- | -------------------------- | -- | -- | -- | -- | -- | -- | -- | --- |  | --- | --- | --- |
| 1   | HC Alpicat                 | 0  | 0  | 0  | 0  | 0  | 0  | 0  | 0   |  | —   |     |     |
| 2   | Cerdanyola CH              | 0  | 0  | 0  | 0  | 0  | 0  | 0  | 0   |  |     | —   |     |
| 3   | CP Vila-sana Coop. d'Ivars | 0  | 0  | 0  | 0  | 0  | 0  | 0  | 0   |  |     |     | —   |

## Fase final

### Quadre de competició
|  | Semifinals         | Semifinals  |  |  | Final | Final |
|  |                    |             |  |  |       |       |
|  | 20 de setembre CET |             |  |  |       |       |
|  |                    |             |  |  |       |       |
|  | Semifinalista 1    |             |  |  |       |       |
|  | 21 de setembre CET |             |  |  |       |       |
|  | Semifinalista 2    |             |  |  |       |       |
|  | Finalista 1        |             |  |  |       |       |
|  | 20 de setembre CET |             |  |  |       |       |
|  |                    | Finalista 2 |  |  |       |       |
|  | Semifinalista 3    |             |  |  |       |       |
|  |                    |             |  |  |       |       |
|  | Semifinalista 4    |             |  |  |       |       |
|  |                    |             |  |  |       |       |